# Moyrazès
Moyrazès, Moirasés en occitan, est une commune française située dans le département de l'Aveyron en région Occitanie.

## Géographie

### Communes limitrophes
Les communes limitrophes sont  Baraqueville, Boussac, Clairvaux-d'Aveyron, Colombiès, Druelle Balsac et Mayran.

### Hydrographie

#### Réseau hydrographique

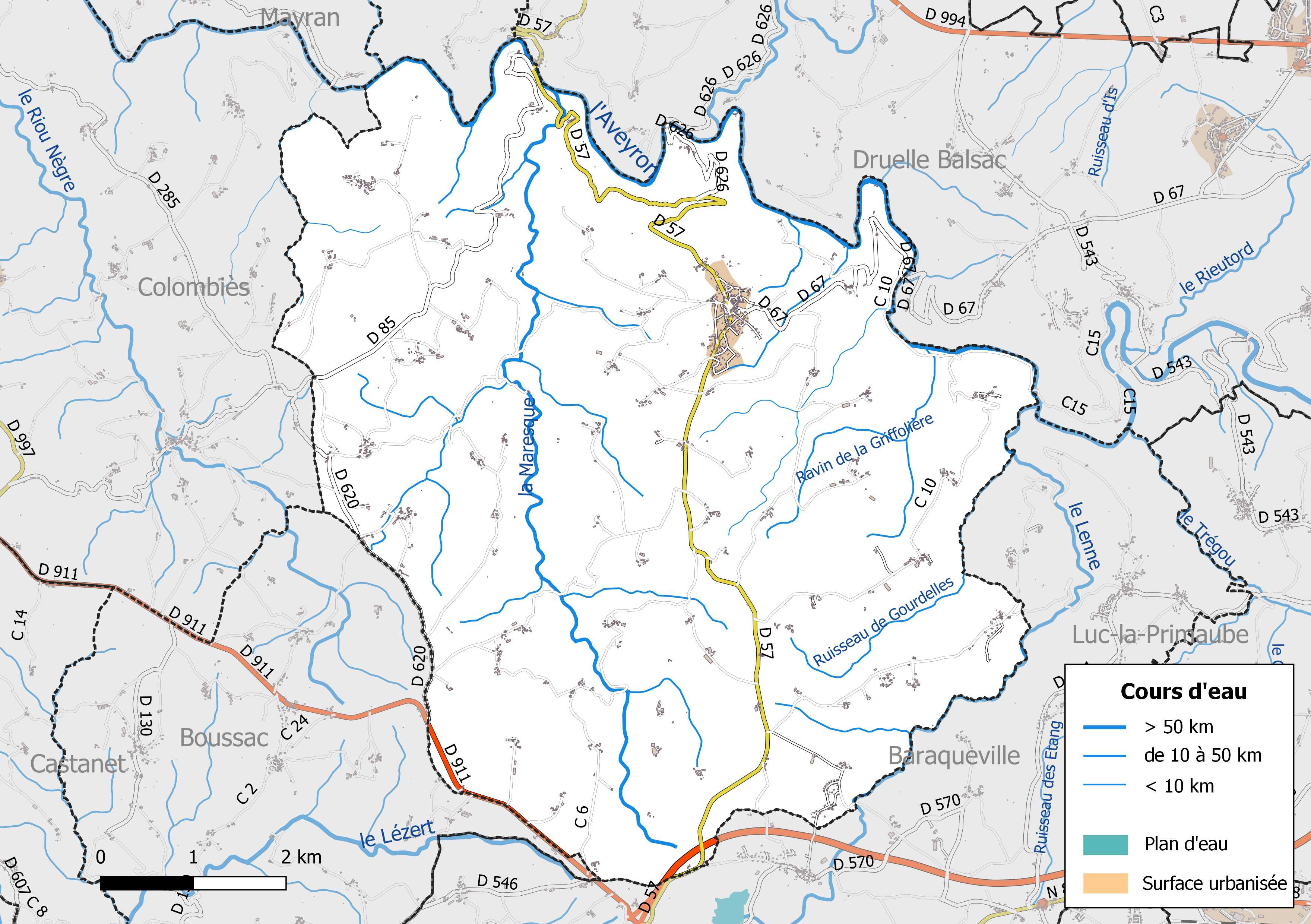
Réseaux hydrographique et routier de Moyrazès.

La commune est drainée par l'Aveyron, la Maresque de Moyrazès, le Lenne, le ravin de Costepeyrouse, le ravin de la Griffolière, le ruisseau de Gourdelles et par divers petits cours d'eau.
L'Aveyron, d'une longueur totale de 290,6 km, prend sa source dans la commune de Sévérac d'Aveyron et se jette  dans le Tarn à Barry-d'Islemade, après avoir arrosé 60 communes.
La Maresque de Moyrazès, d'une longueur totale de 10,7 km, prend sa source dans la commune de Moyrazès et se jette  dans l'Aveyron à Moyrazès, après avoir arrosé 1 communes.
Le Lenne, d'une longueur totale de 10,4 km, prend sa source dans la commune de Baraqueville et se jette  dans  l'Aveyron à Druelle Balsac, après avoir arrosé 3 communes.

#### Gestion des cours d'eau
Afin d’atteindre le bon état des eaux imposé par la Directive-cadre sur l'eau du 23 octobre 2000, plusieurs outils de gestion intégrée s’articulent à différentes échelles pour définir et mettre en œuvre un programme d’actions de réhabilitation et de gestion des milieux aquatiques : le SDAGE (Schéma directeur d'aménagement et de gestion des eaux), à l’échelle du bassin hydrographique, et le SAGE (Schéma d'aménagement et de gestion des eaux), à l’échelle locale. Ce dernier fixe les objectifs généraux d’utilisation, de mise en valeur et de protection quantitative et qualitative des ressources en eau superficielle et souterraine. Trois SAGE sont mis en oeuvre dans le département de l'Aveyron.
La commune fait partie du SAGE du bassin versant du Viaur, approuvé le 28 mars 2018, au sein du SDAGE Adour-Garonne. Le périmètre de ce SAGE couvre 89 communes, sur trois départements (Aveyron, Tarn et Tarn-et-Garonne),. Le pilotage et l’animation du SAGE sont assurés par l’établissement public d'aménagement et de gestion des eaux (EPAGE) du bassin du Viaur, une structure qui regroupe les établissements publics de coopération intercommunale à fiscalité propre (EPCI-FP) dont le territoire est inclus (en totalité ou partiellement) dans le bassin hydrographique du Viaur et les structures gestionnaires de l’alimentation en eau potable des populations et qui disposent d’une ressource sur le bassin versant du Viaur. Il correspond à l’ancien syndicat mixte du Bassin versant du Viaur,.

### Climat
Pour des articles plus généraux, voir Climat de l'Occitanie et Climat de l'Aveyron.
En 2010, le climat de la commune est de type climat océanique altéré, selon une étude s'appuyant sur une série de données couvrant la période 1971-2000. En 2020, Météo-France publie une typologie des climats de la France métropolitaine dans laquelle la commune est dans une zone de transition entre le climat océanique altéré et le climat de montagne et est dans la région climatique Sud-est du Massif Central, caractérisée par une pluviométrie annuelle de 1 000 à 1 500 mm, minimale en été, maximale en automne.
Pour la période 1971-2000, la température annuelle moyenne est de 10,3 °C, avec une amplitude thermique annuelle de 15,4 °C. Le cumul annuel moyen de précipitations est de 1 090 mm, avec 11,6 jours de précipitations en janvier et 6,9 jours en juillet. Pour la période 1991-2020, la température moyenne annuelle observée sur la station météorologique la plus proche, située sur la commune de Colombiès à 8 km à vol d'oiseau, est de 11,5 °C et le cumul annuel moyen de précipitations est de 989,2 mm,. Pour l'avenir, les paramètres climatiques de la commune estimés pour 2050 selon différents scénarios d'émission de gaz à effet de serre sont consultables sur un site dédié publié par Météo-France en novembre 2022.

### Milieux naturels et biodiversité
L’inventaire des zones naturelles d'intérêt écologique, faunistique et floristique (ZNIEFF) a pour objectif de réaliser une couverture des zones les plus intéressantes sur le plan écologique, essentiellement dans la perspective d’améliorer la connaissance du patrimoine naturel national et de fournir aux différents décideurs un outil d’aide à la prise en compte de l’environnement dans l’aménagement du territoire.
Le territoire communal de Moyrazès comprend une ZNIEFF de type 1,, 
la « Rivière Aveyron » (3 500 ha), couvrant 63 communes dont 38 dans l'Aveyron, 5 dans le Tarn et 20 dans le Tarn-et-Garonne
, et une ZNIEFF de type 2,, 
la « Vallée de l'Aveyron » (14 644 ha), qui s'étend sur 68 communes dont 41 dans l'Aveyron, 5 dans le Tarn et 22 dans le Tarn-et-Garonne.

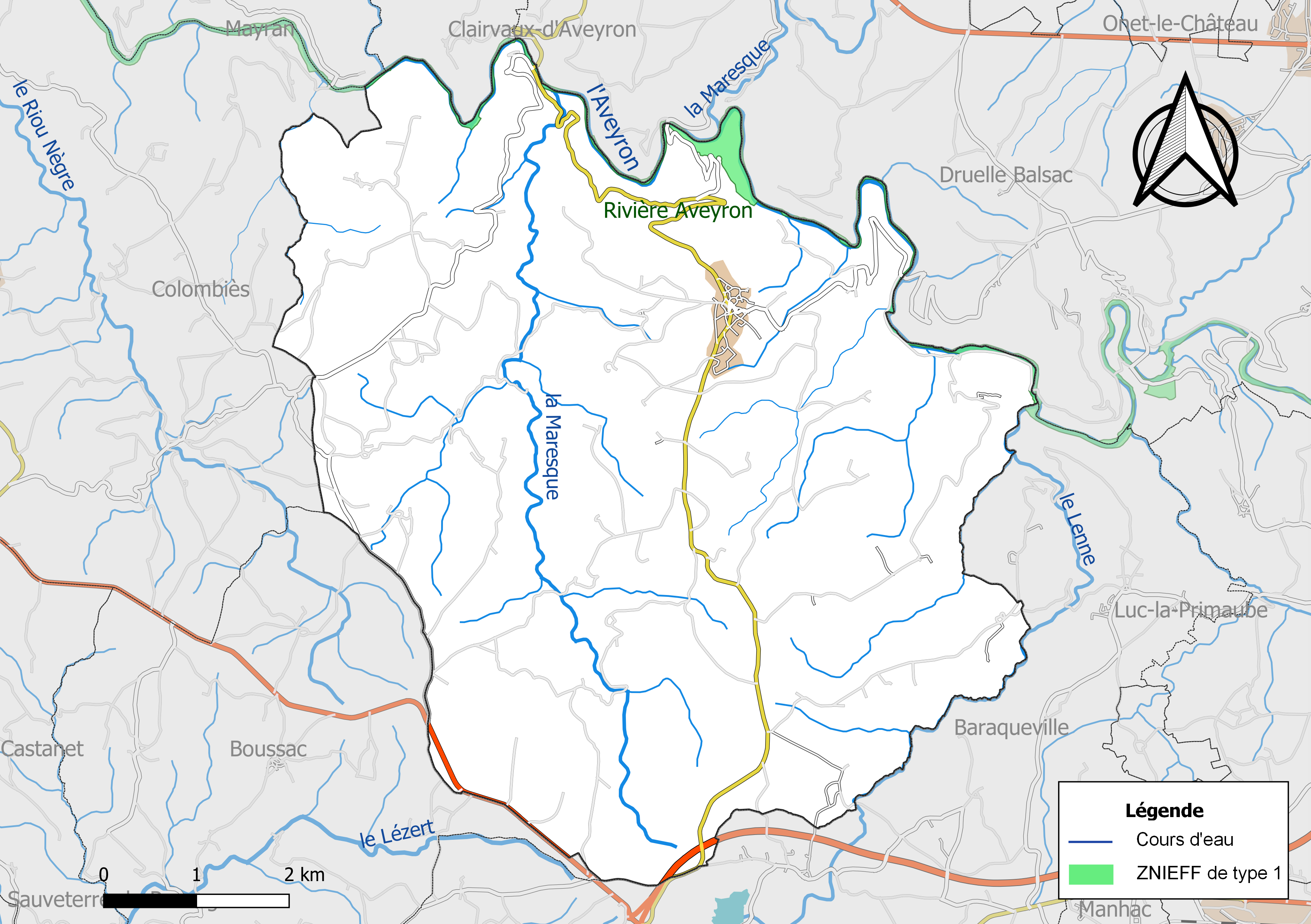
Carte de la ZNIEFF de type 1 de la commune.
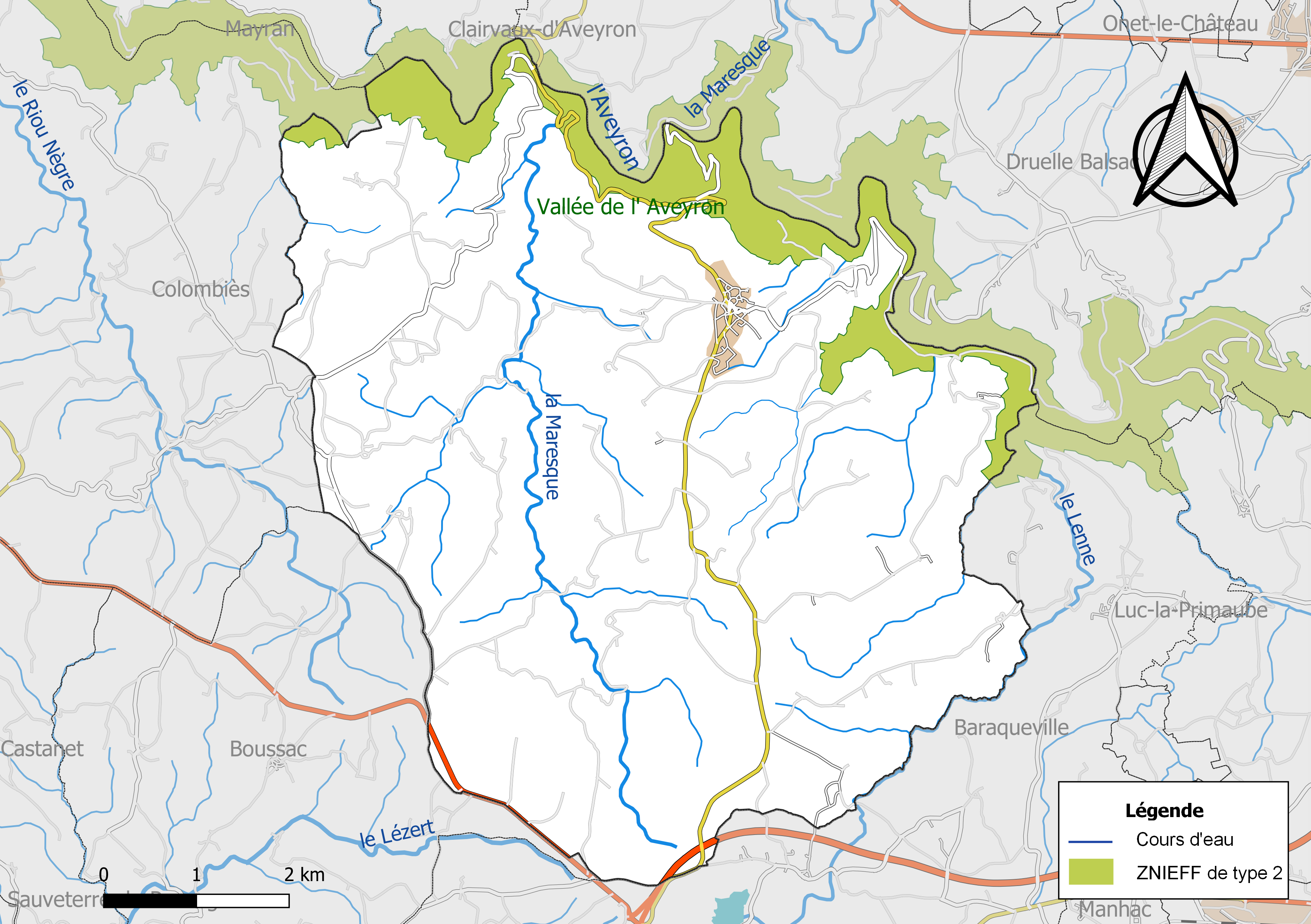
Carte de la ZNIEFF de type 2 de la commune.

## Urbanisme

### Typologie
Au 1er janvier 2024, Moyrazès est catégorisée commune rurale à habitat très dispersé, selon la nouvelle grille communale de densité à 7 niveaux définie par l'Insee en 2022.
Elle est située hors unité urbaine. Par ailleurs la commune fait partie de l'aire d'attraction de Rodez, dont elle est une commune de la couronne,. Cette aire, qui regroupe 68 communes, est catégorisée dans les aires de 50 000 à moins de 200 000 habitants,.

### Occupation des sols

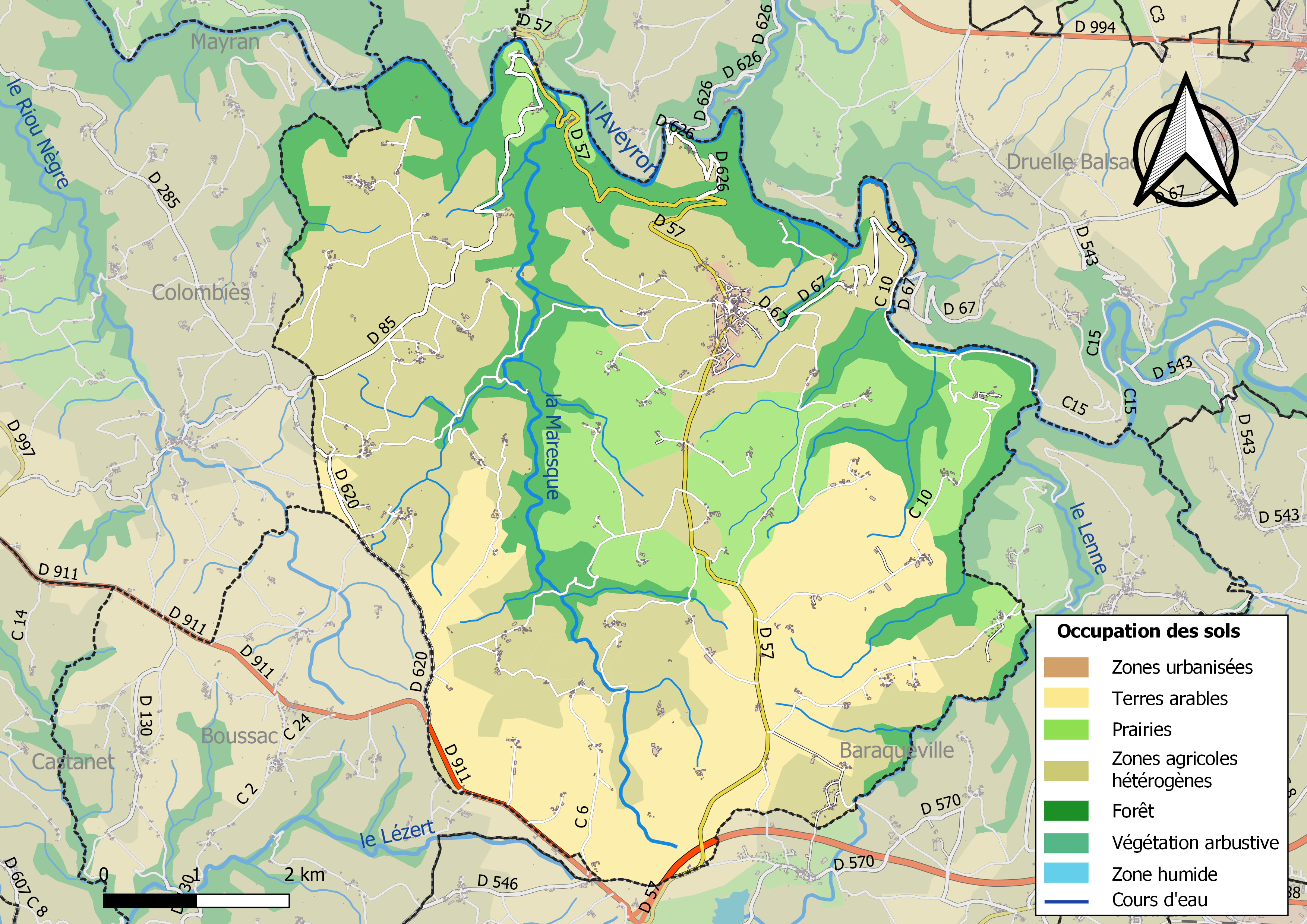
Infrastructures et occupation des sols de la commune de Moyrazès.

L'occupation des sols de la commune, telle qu'elle ressort de la base de données européenne d’occupation biophysique des sols Corine Land Cover (CLC), est marquée par l'importance des territoires agricoles (78,6 % en 2018), une proportion sensiblement équivalente à celle de 1990 (78,2 %). La répartition détaillée en 2018 est la suivante : 
zones agricoles hétérogènes (40,3 %), terres arables (23,4 %), forêts (20,3 %), prairies (15 %), zones urbanisées (0,8 %), mines, décharges et chantiers (0,3 %).

### Planification
La loi SRU du 13 décembre 2000 a incité fortement les communes à se regrouper au sein d’un établissement public, pour déterminer les partis d’aménagement de l’espace au sein d’un SCoT, un document essentiel d’orientation stratégique des politiques publiques à une grande échelle. La commune est dans le territoire du SCoT du Centre Ouest Aveyron  approuvé en février 2020. La structure porteuse est le Pôle d'équilibre territorial et rural Centre Ouest Aveyron, qui associe neuf EPCI, notamment la communauté de communes Pays Ségali, dont la commune est membre.
La commune disposait en 2017 d'un plan d'occupation des sols approuvé et un plan local d'urbanisme était en révision. Le zonage réglementaire et le règlement associé peuvent être consultés sur le Géoportail de l'urbanisme.

### Risques majeurs
Le territoire de la commune de Moyrazès est vulnérable à différents aléas naturels : inondations, climatiques (hiver exceptionnel ou canicule), feux de forêts et séisme (sismicité faible).
Il est également exposé à un risque technologique, le transport de matières dangereuses, et à un risque particulier, le risque radon,.

#### Risques naturels

Zones inondables de la commune de Moyrazès.

Certaines parties du territoire communal sont susceptibles d’être affectées par le risque d’inondation par débordement de l'Aveyron. Un plan des surfaces submersibles (PSS), premier document cartographique réglementant l'occupation du sol en zone inondable pour les cours d'eau domaniaux, a été établi en 1964. Compte tenu du peu d’enjeux exposés à ces inondations, aucun plan de prévention du risque d’inondation n’a été prescrit. Néanmoins la loi Barnier du 2 février 1995 confère aux PSS un statut de plan de prévention des risques (PPR ), les rendant par conséquent opposables au tiers et faisant entrer le territoire de la commune dans le champ d'application de l'obligation d'information des acquéreurs locataires.
Le Plan départemental de protection des forêts contre les incendies découpe le département de l’Aveyron en sept « bassins de risque » et définit une sensibilité des communes à l’aléa feux de forêt (de faible à très forte). La commune est classée en sensibilité faible.
Les mouvements de terrains susceptibles de se produire sur la commune sont liés au retrait-gonflement des argiles, conséquence d'un changement d'humidité des sols argileux. Les argiles sont capables de fixer l'eau disponible mais aussi de la perdre en se rétractant en cas de sécheresse. Ce phénomène peut provoquer des dégâts très importants sur les constructions (fissures, déformations des ouvertures) pouvant rendre inhabitables certains locaux. La carte de zonage de cet aléa peut être consultée sur le site de l'observatoire national des risques naturels Georisques

#### Risques technologiques
Le risque de transport de matières dangereuses sur la commune est lié à sa traversée par une route à fort trafic. Un accident se produisant sur une telle infrastructure est en effet susceptible d’avoir des effets graves au bâti ou aux personnes jusqu’à 350 m, selon la nature du matériau transporté. Des dispositions d’urbanisme peuvent être préconisées en conséquence.

#### Risque particulier
Dans plusieurs parties du territoire national, le radon, accumulé dans certains logements ou autres locaux, peut constituer une source significative d’exposition de la population aux rayonnements ionisants. Toutes les communes du département sont concernées par le risque radon à un niveau plus ou moins élevé. Selon le dossier départemental des risques majeurs du département établi en 2013, la commune de Moyrazès est classée à risque moyen à élevé. Un décret du 4 juin 2018 a modifié la terminologie du zonage définie dans le code de la santé publique et a été complété par un arrêté du 27 juin 2018 portant délimitation des zones à potentiel radon du territoire français. La commune est désormais en zone 3, à savoir zone à potentiel radon significatif.

## Histoire

### Moyen Âge
Moyrazès, fut un fief épiscopal[Quand ?], dépendant des évêques de Rodez qui y avaient un palais d'été. Ce château, un ancien fort médiéval, fut détruit au début du XVIe siècle, pour laisser place à la construction encore aujourd'hui partiellement visible. Le château abritait plusieurs familles[Quand ?], dont les Salars et les Thoery, vassaux de l'évêque.
Sur la commune de Moyrazès, se trouve aussi le château du Cayla, appuyé sur un éperon rocheux qui domine l'Aveyron, possession de la famille de Cassagnes de Beaufort entre XIe et XVIIIe siècles.
Les terres des Hivernals[Où ?] furent possédées depuis au moins 1270 par la famille de Ribes, puis par mariage, tombèrent au XVe siècle entre les mains des Thoéry.

## Politique et administration

### Découpage territorial
La commune de Moyrazès est membre de la communauté de communes Pays Ségali, un établissement public de coopération intercommunale (EPCI) à fiscalité propre créé le 1er janvier 2017 dont le siège est à Baraqueville. Ce dernier est par ailleurs membre d'autres groupements intercommunaux.
Sur le plan administratif, elle est rattachée à l'arrondissement de Villefranche-de-Rouergue, au département de l'Aveyron et à la région Occitanie. Sur le plan électoral, elle dépend du  canton de Ceor-Ségala pour l'élection des conseillers départementaux, depuis le redécoupage cantonal de 2014 entré en vigueur en 2015, et de la deuxième circonscription de l'Aveyron  pour les élections législatives, depuis le dernier découpage électoral de 2010.

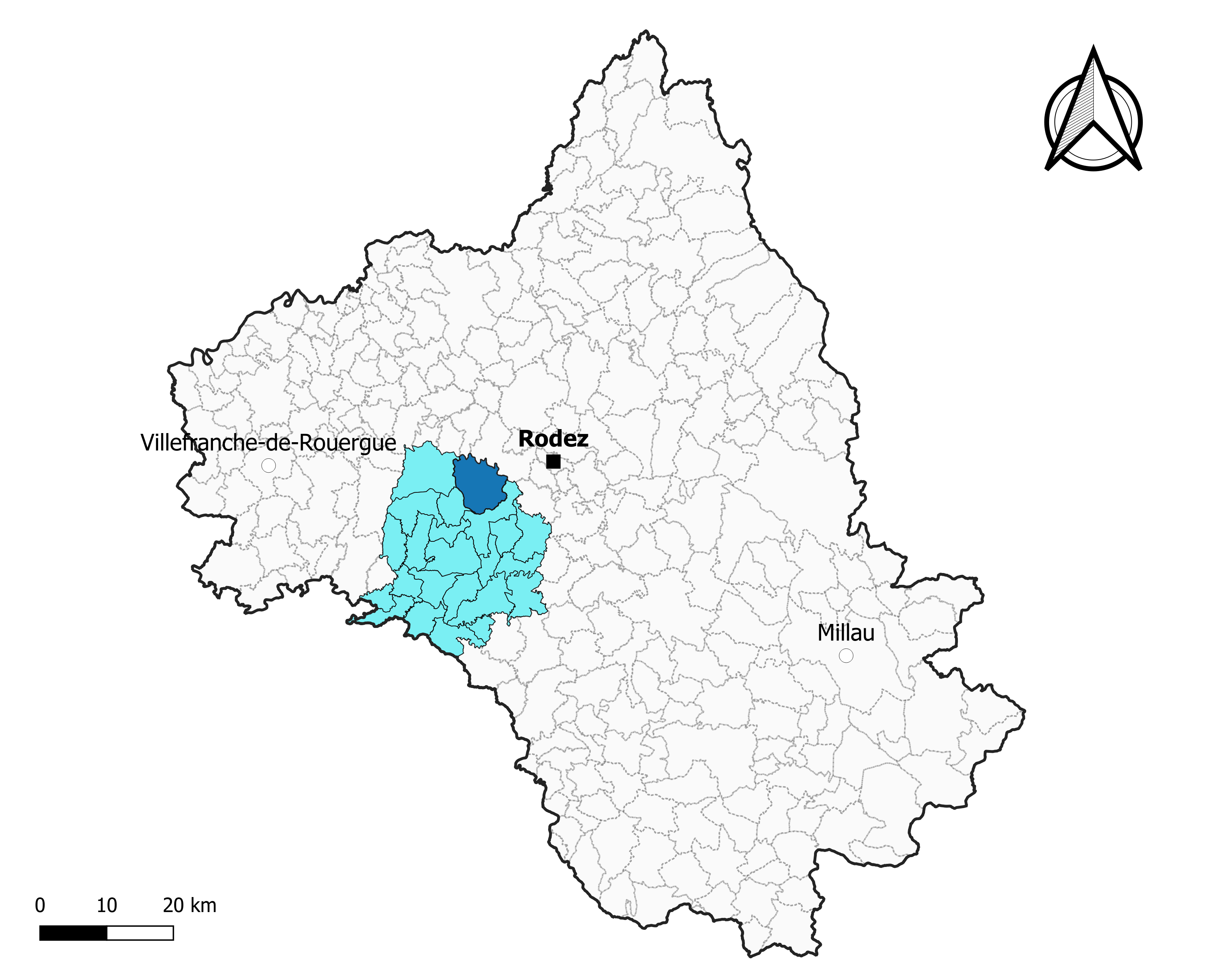
Moyrazès dans l'intercommunalité en 2020.
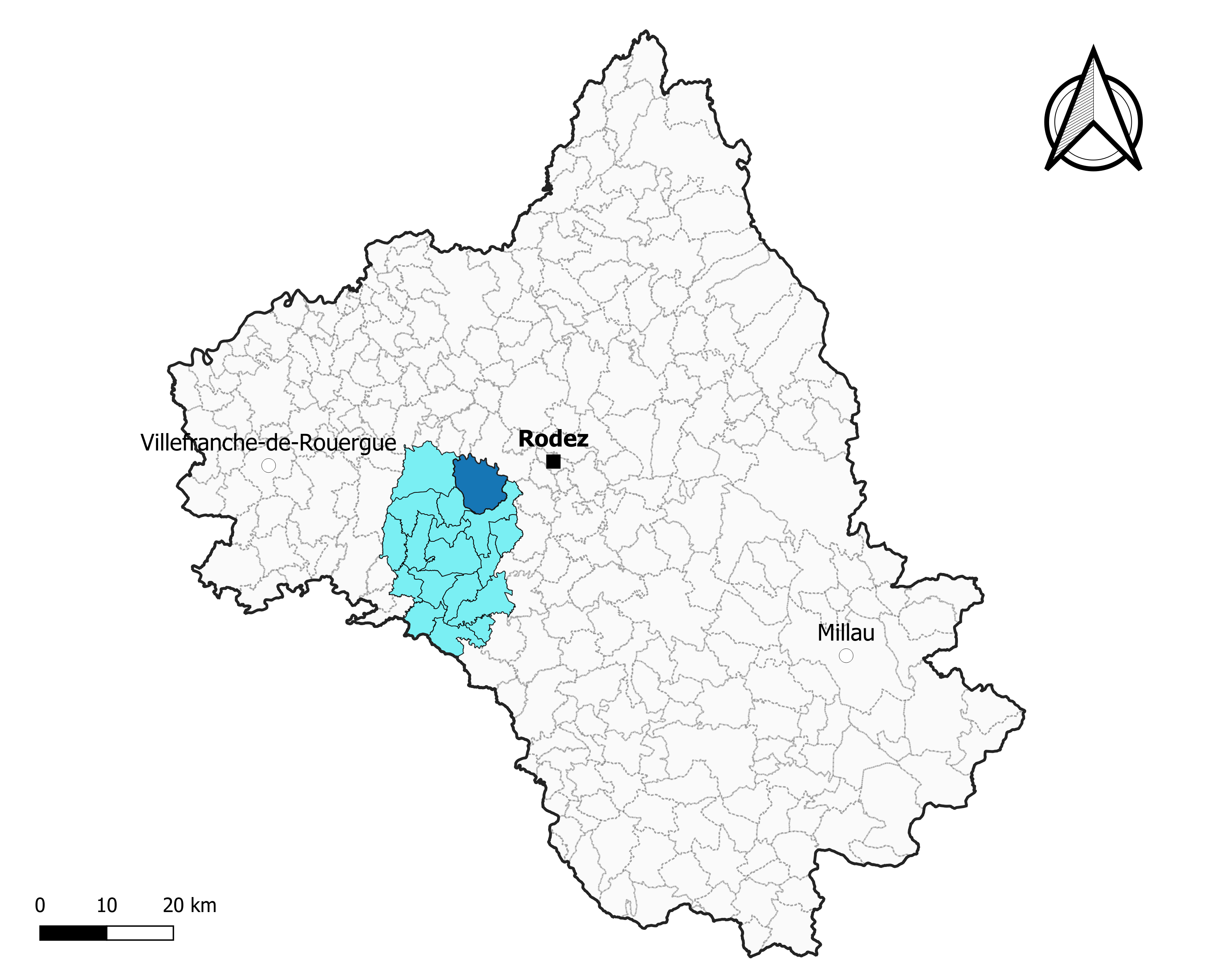
Moyrazès dans le canton de Ceor-Ségala en 2020.
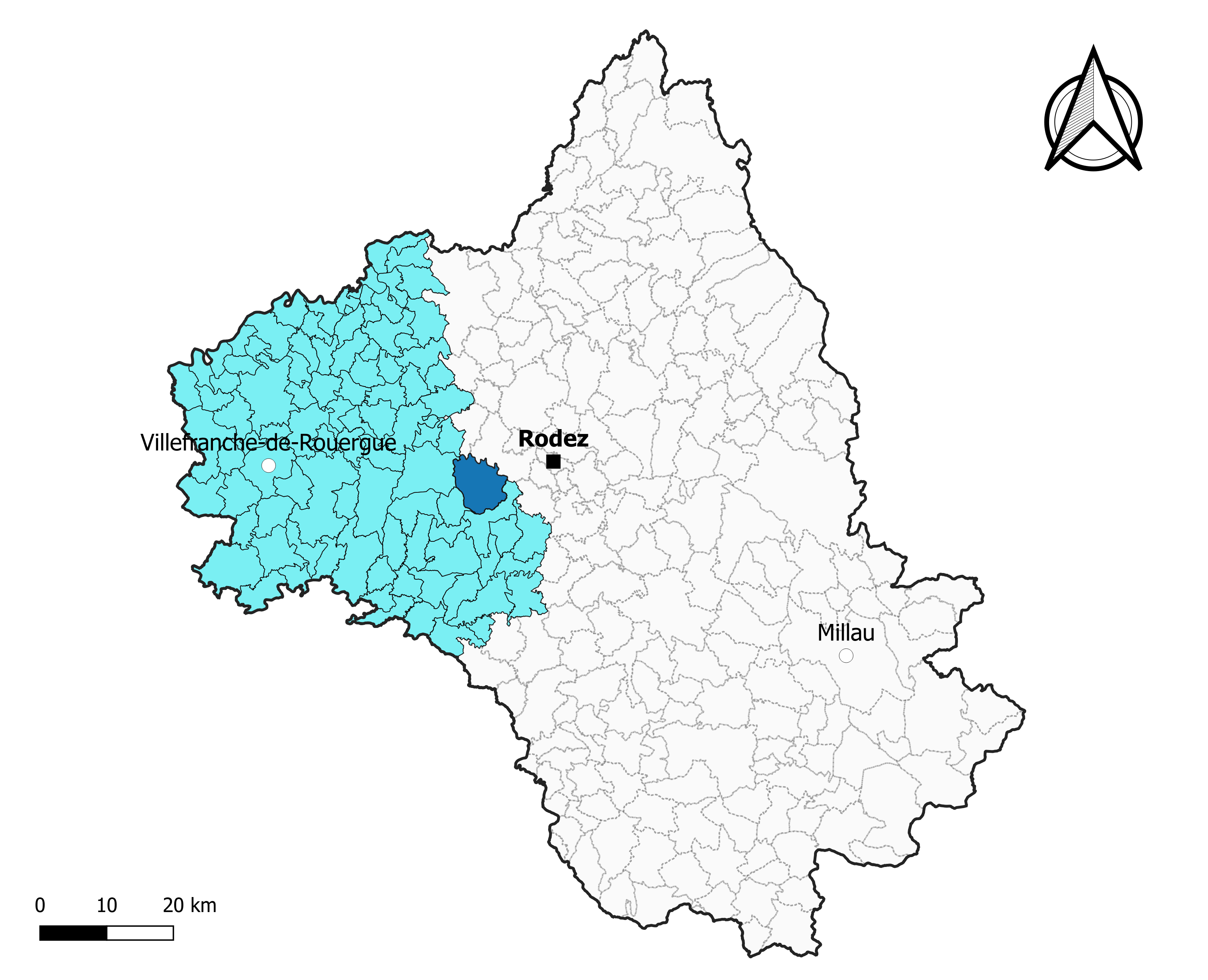
Moyrazès dans l'arrondissement de Villefranche-de-Rouergue en 2020.

### Élections municipales et communautaires

#### Élections de 2020
Le conseil municipal de Moyrazès, commune de plus de 1 000 habitants, est élu au scrutin proportionnel de liste à deux tours (sans aucune modification possible de la liste), pour un mandat de six ans renouvelable. Compte tenu de la population communale, le nombre de sièges à pourvoir lors des élections municipales de 2020 est de 15. Les quinze conseillers municipaux sont élus au premier tour avec un taux de participation de 40,46 %, issus de la seule liste candidate, conduite par Michel Artus. Michel Artus, maire sortant, est réélu pour un nouveau mandat le 23 mai 2020.
Les deux sièges attribués à la commune au sein du conseil communautaire de la communauté de communes Pays Ségali sont alloués à la liste de Michel Artus.

#### Liste des maires
| Période                                  | Période   | Identité      | Étiquette | Qualité                                        |
| ---------------------------------------- | --------- | ------------- | --------- | ---------------------------------------------- |
| mars 2001                                | mars 2008 | M. Panissal   |           |                                                |
| mars 2008                                | En cours  | Michel Artus, |           | Cadre administratif et commercial d'entreprise |
| Les données manquantes sont à compléter. |           |               |           |                                                |

## Démographie
L'évolution du nombre d'habitants est connue à travers les recensements de la population effectués dans la commune depuis 1793. Pour les communes de moins de 10 000 habitants, une enquête de recensement portant sur toute la population est réalisée tous les cinq ans, les populations de référence des années intermédiaires étant quant à elles estimées par interpolation ou extrapolation. Pour la commune, le premier recensement exhaustif entrant dans le cadre du nouveau dispositif a été réalisé en 2008.

En 2022, la commune comptait 1 085 habitants, en évolution de −4,24 % par rapport à 2016 (Aveyron : +0,37 %, France hors Mayotte : +2,11 %).
| 1793  | 1800  | 1806  | 1821  | 1831  | 1836  | 1841  | 1846  | 1851  |
| ----- | ----- | ----- | ----- | ----- | ----- | ----- | ----- | ----- |
| 1 409 | 1 471 | 2 074 | 1 979 | 2 118 | 2 264 | 1 896 | 2 097 | 2 163 |

| 1856  | 1861  | 1866  | 1872  | 1876  | 1881  | 1886  | 1891  | 1896  |
| ----- | ----- | ----- | ----- | ----- | ----- | ----- | ----- | ----- |
| 1 982 | 2 065 | 2 051 | 2 133 | 2 193 | 2 143 | 2 300 | 2 203 | 2 242 |

| 1901  | 1906  | 1911  | 1921  | 1926  | 1931  | 1936  | 1946  | 1954  |
| ----- | ----- | ----- | ----- | ----- | ----- | ----- | ----- | ----- |
| 2 155 | 2 181 | 2 090 | 1 961 | 1 821 | 1 814 | 1 753 | 1 750 | 1 588 |

| 1962  | 1968  | 1975  | 1982  | 1990  | 1999  | 2006  | 2008  | 2013  |
| ----- | ----- | ----- | ----- | ----- | ----- | ----- | ----- | ----- |
| 1 542 | 1 461 | 1 382 | 1 130 | 1 087 | 1 109 | 1 100 | 1 097 | 1 132 |

| 2018  | 2022  | - | - | - | - | - | - | - |
| ----- | ----- | - | - | - | - | - | - | - |
| 1 084 | 1 085 | - | - | - | - | - | - | - |

## Économie

### Revenus
En 2018  (données Insee publiées en septembre 2021), la commune compte 426 ménages fiscaux, regroupant 1 056 personnes. La médiane du revenu disponible par unité de consommation est de 22 260 € (20 640 € dans le département).

### Emploi
| Division       | 2008  | 2013  | 2018  |
| -------------- | ----- | ----- | ----- |
| Commune        | 1,8 % | 4,3 % | 3,3 % |
| Département    | 5,4 % | 7,1 % | 7,1 % |
| France entière | 8,3 % | 10 %  | 10 %  |

En 2018, la population âgée de 15 à 64 ans s'élève à 660 personnes, parmi lesquelles on compte 79,8 % d'actifs (76,5 % ayant un emploi et 3,3 % de chômeurs) et 20,2 % d'inactifs,. Depuis 2008, le taux de chômage communal (au sens du recensement) des 15-64 ans est inférieur à celui de la France et du département.
La commune fait partie de la couronne de l'aire d'attraction de Rodez, du fait qu'au moins 15 % des actifs travaillent dans le pôle,. Elle compte 163 emplois en 2018, contre 182 en 2013 et 220 en 2008. Le nombre d'actifs ayant un emploi résidant dans la commune est de 514, soit un indicateur de concentration d'emploi de 31,7 % et un taux d'activité parmi les 15 ans ou plus de 61 %.
Sur ces 514 actifs de 15 ans ou plus ayant un emploi, 113 travaillent dans la commune, soit 22 % des habitants. Pour se rendre au travail, 82,8 % des habitants utilisent un véhicule personnel ou de fonction à quatre roues, 6,2 % s'y rendent en deux-roues, à vélo ou à pied et 10,9 % n'ont pas besoin de transport (travail au domicile).

### Activités hors agriculture

#### Secteurs d'activités
70 établissements sont implantés  à Moyrazès au 31 décembre 2019. Le tableau ci-dessous en détaille le nombre par secteur d'activité et compare les ratios avec ceux du département,.
| Secteur d'activité                                                                                        | Commune | Commune | Département |
| Secteur d'activité                                                                                        | Nombre  | %       | %           |
| --- | ------- | ------- | ----------- |
| Ensemble                                                                                                  | 70      | 100 %   | (100 %)     |
| Industrie manufacturière, industries extractives et autres                                                | 28      | 40 %    | (17,7 %)    |
| Construction                                                                                              | 10      | 14,3 %  | (13 %)      |
| Commerce de gros et de détail, transports, hébergement et restauration                                    | 6       | 8,6 %   | (27,5 %)    |
| Information et communication                                                                              | 1       | 1,4 %   | (1,5 %)     |
| Activités financières et d'assurance                                                                      | 3       | 4,3 %   | (3,4 %)     |
| Activités immobilières                                                                                    | 3       | 4,3 %   | (4,2 %)     |
| Activités spécialisées, scientifiques et techniques et activités de services administratifs et de soutien | 9       | 12,9 %  | (12,4 %)    |
| Administration publique, enseignement, santé humaine et action sociale                                    | 4       | 5,7 %   | (12,7 %)    |
| Autres activités de services                                                                              | 6       | 8,6 %   | (7,8 %)     |

Le secteur de l'industrie manufacturière, des industries extractives et autres est prépondérant sur la commune puisqu'il représente 40 % du nombre total d'établissements de la commune (28 sur les 70 entreprises implantées  à Moyrazès), contre 17,7 % au niveau départemental.

#### Entreprises
Les trois entreprises ayant leur siège social sur le territoire communal qui génèrent le plus de chiffre d'affaires en 2020 sont : 
- SARL Edmond Jean, activités de soutien aux cultures (185 k€)
- SARL Fabre, activités de soutien aux cultures (58 k€)
- SAS Delsol Energie, production d'électricité (17 k€)

### Agriculture
La commune est dans le Segala, une petite région agricole occupant l'ouest du département de l'Aveyron. En 2020, l'orientation technico-économique de l'agriculture  sur la commune est l'élevage bovin, orientation mixte lait et viande.
|               | 1988  | 2000  | 2010  | 2020  |
| ------------- | ----- | ----- | ----- | ----- |
| Exploitations | 151   | 103   | 101   | 82    |
| SAU (ha)      | 3 613 | 3 564 | 3 632 | 3 545 |

Le nombre d'exploitations agricoles en activité et ayant leur siège dans la commune est passé de 151 lors du recensement agricole de 1988  à 103 en 2000 puis à 101 en 2010 et enfin à 82 en 2020, soit une baisse de 46 % en 32 ans. Le même mouvement est observé à l'échelle du département qui a perdu pendant cette période 51 % de ses exploitations,. La surface agricole utilisée sur la commune a également diminué, passant de 3 613 ha en 1988 à 3 545 ha en 2020. Parallèlement la surface agricole utilisée moyenne par exploitation a augmenté, passant de 24 à 43 ha.

## Culture locale et patrimoine

### Lieux et monuments
- Église Saint-Médard de Moyrazès.

La commune de Moyrazès comptait deux châteaux, tous deux datant du Moyen Âge :
- Le château de Moyrazès, dont il ne reste plus que quelques traces, était au centre du village.
- le château du Cayla, mieux préservé, domine la vallée de la rivière Aveyron, à environ 2 km du centre du village, au lieu-dit Le Cayla.

### Personnalités liées à la commune
- Antoine Boutonnet (né à Moyrazès le 25 mars 1802, mort en Guadeloupe le 12 novembre 1868), évêque de Basse-Terre, en Guadeloupe, de 1862 à sa mort.
- Gabriel Genieis (1904-1992), artiste peintre, second grand prix de Rome, lié à Moyrazès par ses parents qui en étaient natifs. Il réalisa nombre de travaux en Aveyron : fresques de l'église Notre-Dame-des-Mines[55] à Aubin, fresques de la Chapelle de l'Hôpital (rue Combarel) à Rodez, divers tableaux acquis par le Musée Denys Puech.
- La famille Thoéry (Thoéry des Hivernals), présente à Moyrazès du XIVe au XIXe siècle.

### Héraldique
| Blason de la commune de Moyrazès | Les armes de la commune de Moyrazès se blasonnent ainsi : D'azur à la branche de rosier de sinople, fleurie de trois pièces de gueules. |